# 大白斑

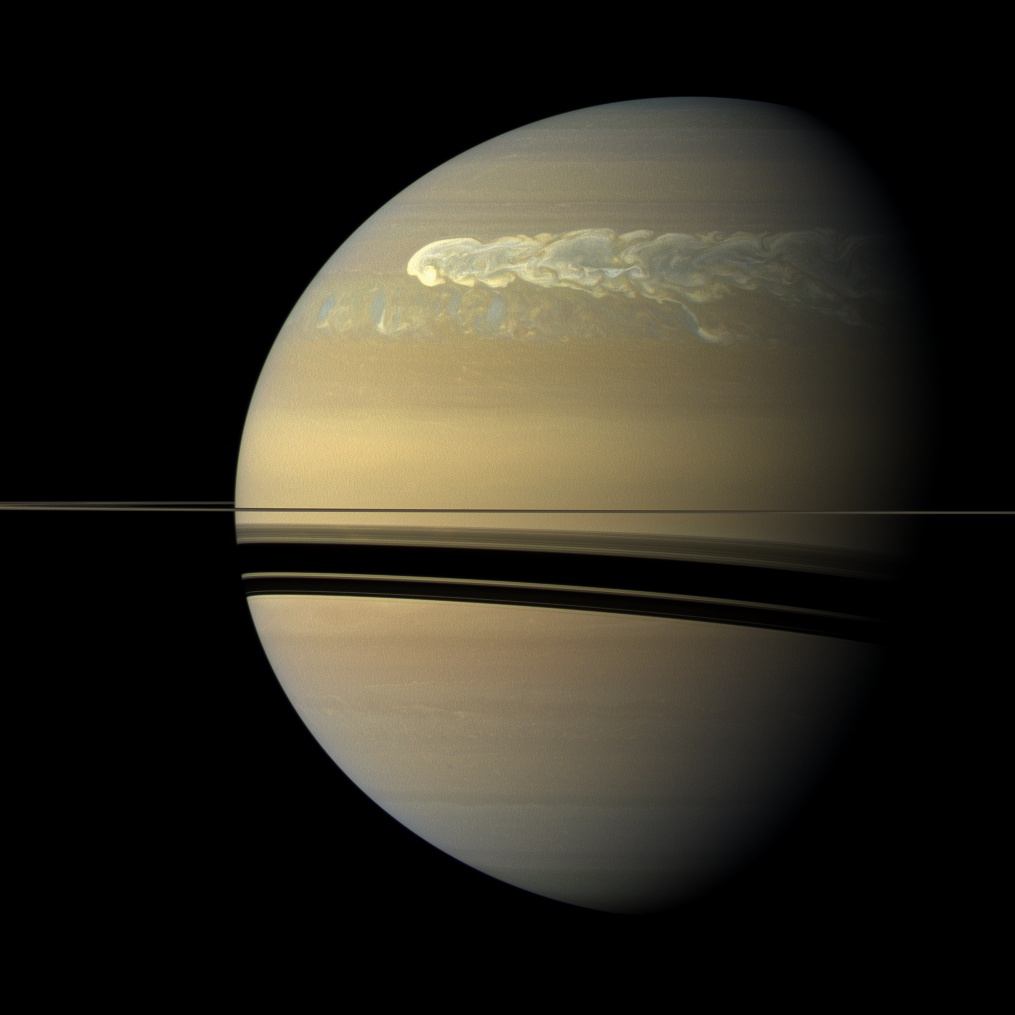
土星上的長條型大白斑

大白斑，也就是所謂的大白橢圓，是與木星上的大紅斑做對應的比喻名稱，它是一種在土星上週期性出現的典型白色斑點，直徑可以達到數千公里寬，已經大到足以從地球上用小望遠鏡看見。

## 事件
這種現象的週期性間隔大約是28.5年，當土星的北半球朝向太陽傾斜最大的時候。下面的表是這些紀錄的名單，一般認為週期性斑點部分的年份是1876年、1903年、1933年、1960年和1990年。
- 1876年 － 由阿薩夫·霍爾觀測，他使用白斑來測量這顆行星的自轉週期。
- 1903年 － 由愛德華·巴納德觀測。
- 1933年 － 由威爾·海觀測，喜劇演員和業餘天文學家，一直觀測到接近慶典的時候。
- 1960年 － 由JH包漢觀測（在南非）。
- 1990年 － 由斯圖爾特·威爾伯觀測，從9月24日觀測到11月。
- 1994年 － 由地基天文台和哈伯太空望遠鏡共同研究[1]。
- 2006年 － 由艾力克·邦杜和珍-盧·奧弗涅觀測。

在1876年之前沒有任何觀測的記錄是件很奇怪的事，在某些方面如同在18和19世紀初長期都沒有大紅斑的紀錄；1876年的大白斑是極為突出的，以60mm的小望遠鏡就可以看見。是早期真的欠缺紀錄，還是1876年的大白斑才真的進入望遠鏡的時代？有些人相信這兩種情況都不是不可能的。
馬克奇傑（1992）描述了大白斑的三種模式：
1. 大白斑在緯度上會交替的出現，當一次出現在北溫帶（NTZ）的極限或更高時，隨後的一次將被限制在赤道區域（EZ）以下。例如，1960年的大白斑是高緯度的，而1990年的大白斑就在赤道。
2. 高緯度大白斑復發的時間間隔比赤道的大白斑略短一些（～27年比～30年）
3. 高緯度的大白斑遠不如赤道的大白斑明顯。

依據這些明顯的規則，奇傑預測下一次的大白斑將在2016年出現在北溫帶，並且將不如1990年的大白斑壯觀。

## 特性和成因
"傳統的"大白斑是很壯觀的事件，在那些活躍的大白斑之外，土星的大氣通常是平淡無奇的，而所有主要的事件都發生在土星的北半球。  開始時通常是一個獨立的小斑點，但是接著在經度上很快的擴展，如同1933年和1990年的大白斑所為；事實上，後者的發展最後在經度上足以環繞整個土星。現在的理論認為大白斑是巨型的大氣上升湧流，或是熱力上的不穩定。
大白斑發生在夏至大概是一種巧合，土星的大氣層完全壟罩在陽光的照射下才是發生的主要原因，雖然這種現象的發生也被緊密的與北半球的冬至連結在一起，但是相似的現象是否發生在冬至的期間仍是未知的，因為土星環有效的阻絕了從地球上對另一個半球的觀測。

## 註解
1. ↑  .   [2008-12-30]. （原始内容存档于2009-02-12）.
2. ↑  Patrick Moore, ed., The 1993 Yearbook of Astronomy, Mark Kidger, "The 1990 Great White Spot of Saturn", (London: W.W. Norton & Company, 1992), 179
3. ↑  Ibid., 180.
4. ↑  Ibid., 178.
5. ↑  Ibid., 187-9.
6. ↑  Ibid., 211-12.
7. ↑  Ibid., 213-4.

## 外部連結
- The Great White Spot at ESA/Hubble